# Pleustofity
Pleustofity – grupa makrofitów, rośliny wodne unoszące się na powierzchni wody lub w toni wodnej. Pleustofity stanowią roślinny składnik pleustonu. Rzadziej do pleustofitów zaliczane są większe glony.
Wyróżnić można następujące typy:

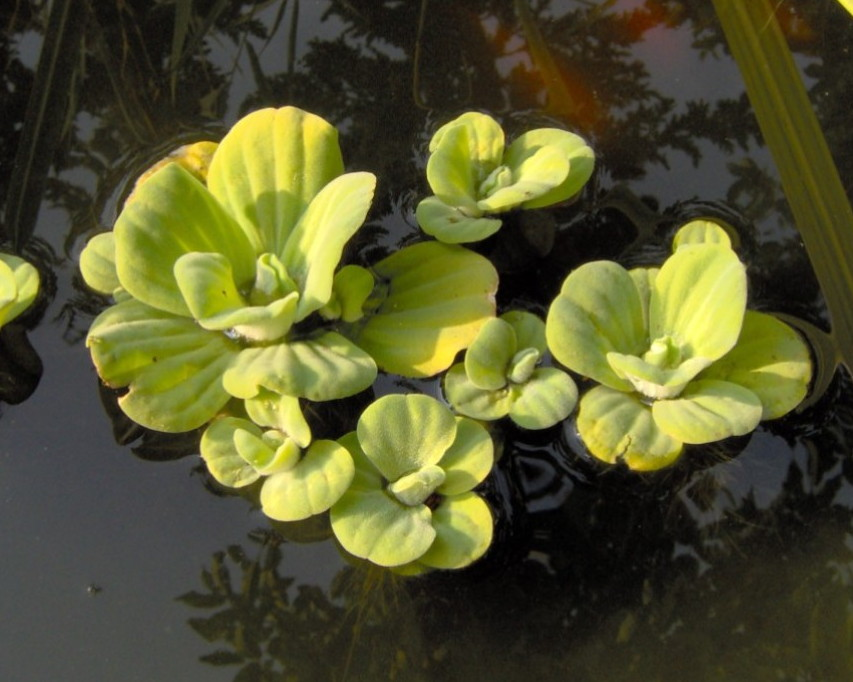
Pistia rozetkowa – pleustofit inwazyjny

- pleustofity obligatoryjne – niezakotwiczające się
  - eupleustofity – drobne pleustofity obligatoryjne (wgłębka wodna, wgłębik pływający(inne języki), rzęsy, wolfia bezkorzeniowa, spirodela wielokorzeniowa)
  - duże pleustofity obligatoryjne (salwinia pływająca, aldrowanda pęcherzykowata, pływacz zwyczajny)
- pleustofity fakultatywne – mogące pływać zupełnie swobodnie lub zakotwiczać się zredukowanymi korzeniami, ryzoidami lub wyrostkami pędów (żabiściek pływający)

Inny system podziału wyróżnia:
- lemnidy – swobodnie unoszące na powierzchni lub tuż pod powierzchnią, bez korzeni lub z korzeniami zanurzonymi w wodzie 
  - lemnidy sensu stricto – unoszące się na powierzchni, z przystosowaniami do jednostronnego kontaktu ze środowiskiem powietrznym (rzęsa drobna, rzęsa garbata, spirodela wielokorzeniowa)
  - wolffielidy – rośliny unoszące się tuż pod powierzchnią, bez przystosowań do kontaktu z powietrzem (wolffia bezkorzeniowa, rzęsa trójrowkowa)
  - hydrocharidy – stosunkowo duże rośliny unoszące się na powierzchni przynajmniej przez pewien czas swojego rozwoju (żabiściek pływający, salwinia pływająca)
- ceratofilidy – zanurzone, dryfujące w toni, rzadziej przytwierdzone do podłoża  (rogatek, rzęsa trójrowkowa, pływacz zwyczajny, zdrojek pospolity)

Do powyższego systemu zbliżony jest system dzielący pleustofity ze względu na trzy główne strefy występowania:
- bentopleustofity – rośliny pływające w strefie bentalu (rogatek)
- mezopleustofity – rośliny pływające w toni wodnej (glony nitkowate, rzęsa trójrowkowa, pływacze)
- akropleustofity – rośliny pływające na powierzchni (rzęsa drobna).

Przynależność konkretnych gatunków i form do poszczególnych typów bywa dyskusyjna.
Różne typy pleustofitów reprezentują rozmaite przystosowania do swojego środowiska. Cechą wspólną jest zdolność do unoszenia się w wodzie, dzięki zmniejszaniu gęstości np. przez wytwarzanie przestworów powietrznych. Wśród pleustofitów typowe (choć nie jedyne występujące) jest szybkie namnażanie wegetatywne, dzięki któremu mogą one szybko zajmować dogodne siedliska w zbiornikach o zmiennych, efemerycznych warunkach (astatycznych). Większość osiąga niewielkie rozmiary i całe osobniki mogą pełnić funkcję diaspor przenoszonych na ciele zwierząt (zoochoria). Niektóre pleustofity tak się namnażające nie rozdzielają nowo wytworzonych modułów i tworzą klonalne polikormony (np. rzęsa trójrowkowa). Pleustofity zwykle źle znoszą falowanie, które rozprasza ich zbiorowiska. Zwarte zbiorowiska (zwykle zaliczane do klasy Lemnetea minoris) tworzą w wodach zacisznych, czasem pomiędzy roślinnością szuwarową lub większymi makrofitami zanurzonymi i o liściach pływających. 
Według niektórych systemów do pleustofitów należą rośliny (i nieroślinne glony) neustonowe i duże organizmy fitoplanktonowe (megaplankton), np. gronorosty.